# كأس هولندا السياحية 2018
كأس هولندا السياحية 2018 هو سباق دراجات نارية أقيم بتاريخ 1 يوليو 2018 في حلبة أسن تي تي، هولندا. كان الجولة الثامنة من أصل 19 في سباق الجائزة الكبرى للدراجات النارية موسم 2018. فاز مارك ماركيث بفئة الموتو جي بي بينما جاء أليكس رينز في المركز الثاني وحصل على المركز الثالث مافريك فيناليس. فاز بفئة الموتو 2 الإيطالي فرانشيسكو بانيا بينما فاز بفئة الموتو 3 الإسباني خورخي مارتين.